# Xyela occidentalis
Xyela occidentalis (лат.) — вид перепончатокрылых насекомых рода Xyela из семейства пилильщиков Xyelidae. 

## Распространение
Китай (Jilin), Южная Корея.

## Описание
Мелкие пилильщики, длина около 4 мм. ; длина передних крыльев самок 3,3—3,7 мм. Голова буровато-чёрная. Ложногусеницы питаются на сосне густоцветковой (Pinus densiflora).